# Кяревере (природний заповідник)
Природний заповідник Кя́ревере (ест. Kärevere looduskaitseala) — природоохоронна територія в Естонії, у волості Тарту та міському самоврядуванні Тарту повіту Тартумаа.

## Основні дані
KKR-код: KLO1000600
Загальна площа — 1798,4 га, зокрема площа водойм становить 56,6 га.
Заповідник утворений 18 травня 2007 року.

## Розташування
Природоохоронний об'єкт розташовується на землях, що належать селам Ворбузе, Иві, Ілматсалу, Кардла, Кямара, Кяревере, Ламміку, Марамаа, Метсанука, Тюкі.
Територія заповідника частково або повністю входить до складу природних та орнітологічних областей, які включені до Європейської екологічної мережі Natura 2000:
- Кяревере (природна територія) (Kärevere loodusala)[4]
- Кяревере (орнітологічна територія) (Kärevere linnuala)[5]
- Алам-Педья (природна територія) (Alam-Pedja loodusala)[6]
- Алам-Педья (орнітологічна територія) (Alam-Pedja linnuala)[7]

## Мета створення
Метою створення заповідника є збереження 5 типів природних оселищ:
| Код   | Тип оселища                                                                                               | Площа, га |
| ----- | --- | --------- |
| 3260  | Водотоки від рівнинних до монтанних поясів з рослинністю Ranunculion fluitantis та Callitricho-Batrachion | 25        |
| 6450  | Північні бореальні заплавні луки                                                                          | 153       |
| 9010* | Західна тайга                                                                                             | 136       |
| 9050  | Феноскандійські ліси з Picea abies і багатим трав'яним покривом                                           | 343       |
| 9080* | Феноскандійські листопадні заболочені ліси                                                                | 130       |

У заповіднику охороняються види птахів: жовна чорна (Dryocopus martius), жовна сива (Picus canus), деркач (Crex crex), осоїд (Pernis apivorus), сичик-горобець (Glaucidium passerinum), сова довгохвоста (Strix uralensis), мухоловка мала (Ficedula parva), погонич звичайний (Porzana porzana), гуменник (Anser fabalis). У водоймах заповідника мешкають захищені види риб: щипавка звичайна (Cobitis taenia), в'юн звичайний (Misgurnus fossilis), бабець європейський (Cottus gobio), білизна звичайна (Aspius aspius); та комаха плавунець широкий (Dytiscus latissimus). На території природоохоронного об'єкта росте плаун колючий (Lycopodium annotinum), що належить до II охоронної категорії (Закон Естонії про охорону природи).

## Зони заповідника
| Назва     | Назва          | Тип                                          | Загальна площа, га | Площа водойм, га | Категорія МСОП | Координати                                                            |
| --------- | -------------- | -------------------------------------------- | ------------------ | ---------------- | -------------- | --------------------------------------------------------------------- |
| Ілматсалу | Ilmatsalu skv. | зона цільової охорони                        | 72,6               |                  | IV             | 58°24′29″ пн. ш. 26°32′22″ сх. д. / 58.40806° пн. ш. 26.53944° сх. д. |
| Йоості    | Joosti skv.    | зона цільової охорони                        | 16,9               |                  | IV             | 58°27′24″ пн. ш. 26°26′1″ сх. д. / 58.45667° пн. ш. 26.43361° сх. д.  |
| Кардла    | Kardla skv.    | зона цільової охорони                        | 66,0               |                  | IV             | 58°26′6″ пн. ш. 26°34′8″ сх. д. / 58.43500° пн. ш. 26.56889° сх. д.   |
| Кассі     | Kassi skv.     | зона цільової охорони                        | 88,9               |                  | IV             | 58°27′18″ пн. ш. 26°32′58″ сх. д. / 58.45500° пн. ш. 26.54944° сх. д. |
| Кяркна    | Kärkna skv.    | зона цільової охорони                        | 40,6               | 0,1              | IV             | 58°27′36″ пн. ш. 26°36′37″ сх. д. / 58.46000° пн. ш. 26.61028° сх. д. |
| Луга      | Luha skv.      | зона цільової охорони                        | 65,9               | 0,1              | IV             | 58°25′36″ пн. ш. 26°30′56″ сх. д. / 58.42667° пн. ш. 26.51556° сх. д. |
| Лугаяере  | Luhaäre skv.   | зона цільової охорони                        | 64,0               |                  | IV             | 58°25′33″ пн. ш. 26°31′29″ сх. д. / 58.42583° пн. ш. 26.52472° сх. д. |
| Мурру     | Murru skv.     | зона цільової охорони                        | 40,0               |                  | IV             | 58°28′32″ пн. ш. 26°26′22″ сх. д. / 58.47556° пн. ш. 26.43944° сх. д. |
| Тамме     | Tamme skv.     | зона цільової охорони                        | 72,0               |                  | IV             | 58°25′19″ пн. ш. 26°33′27″ сх. д. / 58.42194° пн. ш. 26.55750° сх. д. |
| Иві       | Õvi skv.       | зона цільової охорони                        | 54,5               |                  | IV             | 58°28′46″ пн. ш. 26°32′16″ сх. д. / 58.47944° пн. ш. 26.53778° сх. д. |
| Емайие    | Emajõe pv.     | зона з обмеженим режимом природокористування | 510,5              | 53,3             | VI             | 58°26′35″ пн. ш. 26°33′36″ сх. д. / 58.44306° пн. ш. 26.56000° сх. д. |
| Тягтвере  | Tähtvere pv.   | зона з обмеженим режимом природокористування | 487,3              | 1,6              | VI             | 58°25′2″ пн. ш. 26°32′10″ сх. д. / 58.41722° пн. ш. 26.53611° сх. д.  |
| Кяревере  | Kärevere pv.   | зона з обмеженим режимом природокористування | 46,2               | 1,6              | VI             | 58°25′35″ пн. ш. 26°29′55″ сх. д. / 58.42639° пн. ш. 26.49861° сх. д. |
| Мурру     | Murru pv.      | зона з обмеженим режимом природокористування | 173,0              |                  | VI             | 58°28′29″ пн. ш. 26°27′43″ сх. д. / 58.47472° пн. ш. 26.46194° сх. д. |